# アンドリュー・ラウ
アンドリュー・ラウ（劉偉強、英:Andrew Lau、1960年4月4日 - ）は、香港の映画監督、撮影監督、映画プロデューサー。

## 監督作品
- 『殭屍至尊』（1991・日本未公開）
- 『人肉燈籠』(1993)
- 『ラストエンプレス/西太后』(1994)
- 『欲望の街 古惑仔II 台湾立志伝』(1995)
- 『欲望の街 古惑仔I 銅鑼湾(コーズウェイベイ)の疾風』(1995)
- 『男たちの挽歌 外伝』(1995)
- 『新・欲望の町 古惑仔疾風、再び』(1996)
- 『新・欲望の街97 古惑仔最終章』(1996)
- 『風雲 ストームライダーズ』(1998)
- 『硝子のジェネレーション/香港少年激闘団』(1998)
- 『超速伝説 ミッドナイト・チェイサー』(1999)
- 『レジェンド・オブ・ヒーロー/中華英雄』(1999)
- 『決戦・紫禁城』(2000)
- 『ひとめ惚れ』(2000)
- 『狼たちの伝説 -亜州黒社会戦争-』(2000)
- 『拳神 KENSHIN』(2001)
- 『ダンス・オブ・ドリーム』(2001)
- 『バレット・オブ・ラブ』(2001)
- 『ブルー・エンカウンター』(2002)
- 『インファナル・アフェア』(2002)
- 『THE PARK ザ・パーク』(2002)
- 『インファナル・アフェア 無間序曲』(2003)
- 『インファナル・アフェアIII 終極無間』(2003)
- 『1:99 電影行動』(2003)
- 『頭文字D THE MOVIE』(2005)
- 『デイジー』(2006)
- 『傷だらけの男たち』(2006)
- 『消えた天使』(2007)
- 『Look for a Star -星を探して-』(2008)※日本ではNetflixで配信。
- 『レジェンド・オブ・フィスト 怒りの鉄拳』(2010)
- 『ビューティフル・ライフ -もう二度と離さない-』(2011)※日本ではNetflixで配信。
- 『フライング・ギロチン』(2012)
- 『リベンジ・オブ・ザ・グリーン・ドラゴン』(2014)
- 『カンフー・モンスター』(2018)
- 『フライト・キャプテン 高度1万メートル、奇跡の実話』(2019)
- 『アウトブレイク 〜武漢奇跡の物語〜』(2021)※2021東京・中国映画週間で上映。

## 撮影作品
- 『冒険活劇 上海エクスプレス』（1986）
- 『デブゴンの霊幻刑事』(1986)
- 『友は風の彼方に』(1986)
- 『霊幻道士2 キョンシーの息子たち!』(1986)
- 『霊幻道士3 キョンシーの七不思議』(1987)
- 『いますぐ抱きしめたい』(1988)
- 『いつの日かこの愛を』(1989)
- 『超アブない激辛刑事 カリー&ペッパー』(1990)
- 『チャイナホワイト』(1990)
- 『リー・ロック伝/大いなる野望 PART I 炎の青春』(1991)
- 『リー・ロック伝/大いなる野望 PART II 香港追想』(1991)
- 『妖獣都市 〜香港魔界篇〜』(1992)
- 『ワンス・アポン・ア・タイム・イン・チャイナ 天地争覇』(1993)
- 『月夜の願い/新難兄難弟』(1993)
- 『新ポリス・ストーリー』(1993)
- 『恋する惑星』(1994)
- 『ミラクル・マスクマン/恋の大変身』(1995)
- 『剣客之恋』(2003)
- 『ラスト・シャンハイ』(2012)